# MKS GKS Jastrzębie
Maillots
Dernière mise à jour : 9 janvier 2025.
Le MKS GKS Jastrzębie est un club polonais de football basé à Jastrzębie Zdrój.

## Historique
- 1962 : fondation du club sous le nom de GKS Jastrzębie
- 1999 : le club est renommé MKS Górnik Jastrzębie Zdrój
- 2005 : le club est renommé MKS GKS Jastrzębie